# Reprobacja
Reprobacja (łac. reprobatio – odrzucenie) – w teologii chrześcijańskiej akt odrzucenia stworzenia przez Boga. Reprobacja następcza wynika z odrzucenia Boga przez stworzenie bądź przewidzenia przez Boga takiego odrzucenia; oznacza to, że Bóg na skutek grzechu śmiertelnego wyklucza takie stworzenie ze zbawienia i skazuje na potępienie. Reprobacja uprzedzająca winę stworzenia ma charakter kalwinistycznej predestynacji i jest odrzucana przez katolicyzm jako herezja.